# Ordini di grandezza (calore specifico)
Questa tabella mostra i vari ordini di grandezza del calore specifico. Dove non è diversamente specificato i valori sono da ritenersi a condizioni normali.
| Ordini di grandezza J/(kg·K) | Calore specifico | Composto chimico |
| ---------------------------- | ---------------- | ---------------- |
| 26 64                        | 94               | Radon            |
| 26 64                        | 120              | Uranio           |
| 27 128                       | 129              | Oro              |
| 27 128                       | 130              | Iridio           |
| 27 128                       | 130              | Osmio            |
| 27 128                       | 139              | Mercurio         |
| 27 128                       | 145              | Iodio            |
| 27 128                       | 158              | Xeno             |
| 27 128                       | 240              | Cesio            |
| 27 128                       | 246              | Etanolo          |
| 27 128                       | 248              | Kripton          |
| 28 256                       | 363              | Rubidio          |
| 28 256                       | 377              | Ottone           |
| 28 256                       | 385              | Rame             |
| 28 256                       | 420              | Cobalto          |
| 28 256                       | 444              | Ferro            |
| 28 256                       | 480              | Bromo            |
| 28 256                       | 480              | Cloro            |
| 28 256                       | 502              | Diamante         |
| 29 512                       | 520              | Argon            |
| 29 512                       | 677              | Vetro            |
| 29 512                       | 720              | Grafite          |
| 29 512                       | 757              | Potassio         |
| 29 512                       | 824              | Fluoro           |
| 29 512                       | 900              | Alluminio        |
| 210 1024                     | 1030             | Neon             |
| 210 1024                     | 1230             | Sodio            |
| 210 1024                     | 1660             | Pentano          |
| 210 1024                     | ≈2000            | Olio             |
| 211 2048                     | 2060             | Ghiaccio (0 °C)  |
| 211 2048                     | 2100             | Olio di cocco    |
| 211 2048                     | 3582             | Litio            |
| 211 2048                     | 3767             | Acqua pesante    |
| 212 4096                     | 4186             | Acqua            |
| 212 4096                     | 5193             | Elio             |
| 213 8192                     | 14304            | Idrogeno         |